# Maciej Kalkowski
Maciej Kalkowski (ur. 18 lipca 1974 w Gdańsku) – polski piłkarz grający na pozycji pomocnika. Od 31 sierpnia 2022 trener tymczasowy polskiego klubu Lechia Gdańsk.

## Kariera piłkarska
W Lechii zadebiutował 12 maja 1993. W I lidze zagrał po raz pierwszy 5 marca 1997 w barwach klubu z Bełchatowa.
W ekstraklasie rozegrał 36 meczów, nie strzelił żadnego gola. Zadebiutował na najwyższym szczeblu w sezonie 1996/97 jako zawodnik GKS-u Bełchatów i grał w tej lidze przez 3 szeony. W sezonie 2008/09 zagrał jeszcze kilka meczów w tejże lidze w barwach Lechii.
Występował także w klubach futsalowych: Holiday Chojnice i Red Devils Chojnice. Z tym pierwszym zdobył Puchar Polski i wicemistrzostwo Polski.

## Kariera trenerska
Od września do listopada 2014 wspólnie z Tomaszem Untonem prowadził pierwszą drużynę Lechii. W latach 2012–2014, 2014–2020 i 2021–2022 był asystentem trenera w tym klubie. 31 sierpnia 2022, po ligowej porażce Lechii przeciwko Lechowi Poznań i związanym z tym zwolnieniem trenera Tomasza Kaczmarka, Kalkowski objął funkcję trenera tymczasowego w drużynie. 3 września 2022 poprowadził klub w pierwszym meczu, zremisowanym 0:0 przeciwko Warcie Poznań.